# Wasyl Czuczukało
Wasyl Danyłowycz Czuczukało (ukr. Василь Данилович Чучукало, ros. Василий Данилович Чучукало/Wasilij Daniłowicz Czuczukało, ur. 1905, zm. ?) – ukraiński radziecki działacz partyjny.

## Życiorys
Od 1926 należał do WKP(b), do 27 listopada 1939 był III sekretarzem Komitetu Obwodowego KP(b)U, jednocześnie od 3 października do 27 listopada 1939 kierował zarządem miasta Stanisławów odebranego przez ZSRR Polsce po agresji z 17 września 1939, od 27 listopada 1939 do czerwca 1940 był II sekretarzem KP(b)U w Równem. Od czerwca 1940 był I sekretarzem rejonowego komitetu KP(b)U w obwodzie czernihowskim, 1941 komisarzem wojskowym (wojenkomem) Zarządu Pancernego Frontu Południowo-Zachodniego, a od 12 września 1943 do 1945 I sekretarzem Komitetu Obwodowego KP(b)U w Sumach. Od stycznia 1949 do lutego 1951 był I sekretarzem Komitetu Obwodowego KP(b)U w Równem, od 28 stycznia 1949 do 23 września 1952 członkiem KC KP(b)U, od 17 lutego 1951 do 4 kwietnia 1952 I sekretarzem Komitetu Obwodowego KP(b)U we Lwowie, potem szefem Zarządu Przesiedleńczego przy Radzie Ministrów Ukraińskiej SRR.